# Walter Willisch
Walter Willisch (* 25. September 1936 in Mörel; † 30. April 2022 in Visp) war ein Schweizer Maler, Zeichner, Radierer, Restaurator, Zeichenlehrer und Galerist.

## Leben und Werk
Walter Willisch sammelte als Jugendlicher die im Beobachter abgedruckten Kunstbilder. In der Folge begann er, sich autodidaktisch der Malerei zu widmen, hörte jedoch bald wieder auf zu malen. Willisch absolvierte im väterlichen Malergeschäft von 1952 bis 1955 eine Flachmalerlehre.
1961 heiratete er Bernadette, geborene Borter. Das Ehepaar zog nach Ried-Brig, wo auch ihre drei Kinder zur Welt kamen. Von 1960 bis 1966 war Willisch als Restaurator tätig.
1965 eröffnete er in Brig die Galerie «Zur Matze» und damit die erste Kunstgalerie im Oberwallis. In der Galerie wurden regelmässig Werke von französischen, italienischen, deutschen und Schweizer Kunstschaffenden gezeigt. Beraten und unterstützt wurde Willisch vom Kantonsarchivar Anton Gattler, dem Kunsthistoriker Walter Ruppen und Leopold Borter.
Ab 1966 begann Willisch sich wieder der Malerei zu widmen und besuchte von 1968 bis 1970 die Kunstgewerbeschule Bern. In der Mailänder Druckanstalt Grafico Uno von Giancarlo Pozzibei erlernte er die verschiedenen Techniken der Druckgrafik wie Radierung, Kaltnadel und Aquatinta. 1968 schuf er erstmals Druckgrafiken. Als Zeichenlehrer unterrichtete Willisch von 1969 bis 1973 in Teilzeit am Kollegium in Brig und an der Sekundarschule in Naters sowie von 1973 bis 1997 am Lehrerseminar im Oberwallis. Auf seine Initiative hin wurde der Kunstverein Oberwallis gegründet.
Seine Werke stellte er mehrheitlich im Unterwallis aus, zudem im Oberwallis und in verschiedenen Schweizer Kantonen.
2016 fand eine Retrospektive seiner Radierungen in der Galerie «Zur Matze» in Brig statt. Eine weitere Retrospektive nach seinem Ableben fand im März 2025 wiederum in der Galerie «Zur Matze» in Brig statt.

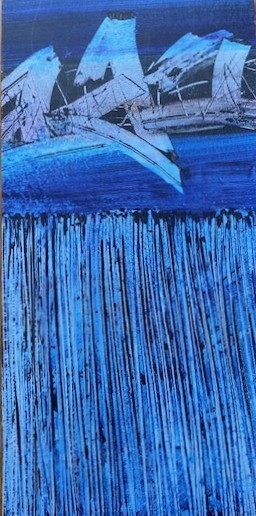

## Ehrungen
Willisch erhielt 1994 den Prix Gaspoz der Stiftung Henri & Marcelle Gaspoz.